# Fuerza Vecinal
Fuerza Vecinal (FV) es un partido político venezolano localista, fundado por un grupo de alcaldes y dirigentes políticos municipales del país el 26 de junio de 2021, antiguos integrantes de la Mesa de la Unidad, con el fin de dar una alternativa de gobierno de cara a las elecciones regionales y municipales de 2021, especialmente en el área metropolitana de Caracas y en los estados Miranda y Nueva Esparta

## Historia

### Fundación
El 26 de junio de 2021, el alcalde del Municipio Chacao, Gustavo Duque, reunido en la plaza Altamira de Caracas junto a los alcaldes León Jurado de San Diego; Elías Sayegh de El Hatillo; Manuel Ferreira de Diego Bautista Urbaneja; Josy Fernández de Los Salias; Morel Rodríguez de Maneiro; Gustavo Delgado de San Cristóbal; Leonel Cegarra de Andrés Bello, y Darwin González de Baruta, anunció la creación del partido Fuerza Vecinal.
El partido fue creado como una agrupación política que diera sentido a la propuesta de gestión de pública que desarrollaban los alcaldes de estos municipio de manera independiente; e inmediatamente consiguió el apoyo de dirigentes políticos opositores de todo el país quienes usaron la tarjeta de Fuerza Vecinal para postular cargos en las elecciones regionales de 2021, en la mayoría de los casos de manera independiente a las postulaciones de la Mesa de la Unidad Democrática. El partido no sólo postuló a candidatos a alcaldes, concejales y consejos legislativos, sino que postuló además al exconcejal de Baruta David Uzcátegui a la gobernación de Miranda y al exgobernador del estado Nueva Esparta Morel Rodríguez, quien resultara electo.
El 19 de diciembre de 2022 El grupo político Fuerza Vecinal y el dirigente Henrique Capriles quienes no pertenecen a la asamblea 2015, se opusieron al interinato de Guaidó sin responder que pasaría con Citgo y las reservas de oro en Inglaterra. El 14 de abril el ministro de Comunicación e Información, Freddy Ñáñez, presentó nuevas personas detenidas por el Caso PDVSA-Cripto entre ellos a Harold Rafael Sosa Padilla director de Ingeniería Municipal de la Alcaldía de Baruta y Juan Carlos Posner Pimentel, director adjunto del mismo despacho pertenecientes a Fuerza Vecinal.

### Regionales de 2021
En agosto de 2021, Fuerza Vecinal promovió la realización de elecciones primarias para elegir a candidatos unitarios de cara a las regionales de 2021. David Uzcátegui propuso unas primarias junto a Carlos Ocariz, candidato de Primero Justicia, quien cuenta con el respaldo de la Mesa de la Unidad Democrática. El partido además inició una recolecta de firmas para demostrar el alegado apoyo de la población a la organización de las primarias opositoras. Ocariz y Uzcátegui acordaron realizar cuatro encuestas a la población mirandina, y el que ganara más de tres se alzaba como candidato unitario de la Unidad. Uzcátegui ganó tres de las encuestas, aunque Ocariz se rehusó a reconocer su victoria y se negó a ceder su candidatura. Finalmente, el 11 de noviembre de 2021, Ocariz se retiró en favor de Uzcátegui, posicionando a Fuerza Vecinal como el partido más grande de Miranda, tanto en alcaldes en ejercicio como en candidaturas.
En las elecciones regionales de Venezuela de 2021, Fuerza Vecinal consiguió ganar 10 alcaldías, la gobernación de Nueva Esparta de la mano de Morel Rodríguez Ávila, y además se hicieron con casi medio millón de votos a nivel nacional. No obstante, la mayoría de votos de FV vinieron de Miranda, donde David Uzcátegui perdió.

### Declive y divisiones
El 12 de octubre de 2023, el partido pide la suspensión de las primarias de la Plataforma Unitaria previstas para el 22 de octubre, a través de un comunicado «la primaria como está planteada nos llevará al camino de la derrota».
Tras este hecho, en noviembre de 2023, Elías Sayegh, dirigente nacional del partido, renuncia al partido junto a 8 alcaldes entre los que destaca el alcalde de Los Salias, Josy Fernández, 21 concejales, 1 diputada regional y 28 voceros regionales de FV, citando diferencias con las decisiones de la dirigencia. Ese mismo mes anuncian la creación del movimiento político Cambio en Paz, siendo esta la primera escisión de FV.
En abril de 2024, anuncian el apoyo a la candidatura presidencial de Antonio Ecarri. Esto provocó la renuncia de diversos dirigentes que argumentaron que la decisión se tomó sin consultas a la militancia. En dichas elecciones, Fuerza Vecinal obtuvo a nivel nacional sólo 6 329 votos, en contraste con los casi medio millón de votos alcanzados en 2021, lo que significa una pérdida de votos del 98 %.

## Resultados electorales

### Regionales y municipales 2021
|  | 5,26 % |

|  | 5,37 % |

### Gobernadores 2021-2025
| Gobernador/a    | Estado        |
| --------------- | ------------- |
| Morel Rodríguez | Nueva Esparta |

### Alcaldes 2021-2025
| Alcalde/sa             | Municipio                     | Estado        |
| ---------------------- | ----------------------------- | ------------- |
| Morel David Rodríguez  | Maneiro                       | Nueva Esparta |
| José Antonio González  | Mariño                        | Nueva Esparta |
| Eduardo Maurera        | Aguasay                       | Monagas       |
| Manuel Ferreira        | Diego Bautista Urbaneja       | Anzoátegui    |
| Carlos Marcano         | Fernando de Peñalver          | Anzoátegui    |
| Luis Pinto             | El Socorro                    | Guárico       |
| Gustavo Duque          | Chacao                        | Miranda       |
| Darwin González        | Baruta                        | Miranda       |
| Raziel Rodríguez       | Zamora                        | Miranda       |
| Pedro Campos           | José Ángel Lamas              | Aragua        |
| León Jurado            | San Diego                     | Carabobo      |
| Pedro Luis Sánchez     | Lima Blanco                   | Cojedes       |
| Oswaldo Zerpa          | Monseñor José Vicente de Unda | Portuguesa    |
| Daniel Quiñones        | Andrés Eloy Blanco            | Lara          |
| Francisco Aguilar      | Andrés Bello                  | Trujillo      |
| Yohanti Domínguez      | Carache                       | Trujillo      |
| Heriberto Materán      | Motatán                       | Trujillo      |
| Rosalino Quintero      | Pueblo Llano                  | Mérida        |
| María Teresa Contreras | José María Vargas             | Táchira       |
| Luisnel Guerrero       | Seboruco                      | Táchira       |
| Lorena Araujo          | Sucre                         | Táchira       |
| Omar Rojas             | Francisco de Miranda          | Táchira       |
| Jackson Carrillo       | Junín                         | Táchira       |
| Jesús Pérez            | San Judas Tadeo               | Táchira       |

### Diputados 2026-2031
| Diputado/a      | Estado        |
| --------------- | ------------- |
| David Uzcátegui | Nacional      |
| Felix Freites   | Nacional      |
| Omar Veracierto | Nueva Esparta |